# ティーヴィーラーク
ティーヴィーラーク（T. V. Lark、1957年 - 1975年）は、アメリカ合衆国のサラブレッドの競走馬、種牡馬。1961年のワシントンDCインターナショナルに優勝し、同年のアメリカ最優秀芝牡馬に選出された。また種牡馬としても実績が高く、1974年のアメリカリーディングサイアーにも選出された。

## 経歴
- 特記がない限り、競走はすべてダートコース。また、当時はグレード制未導入。

カリフォルニア州の生産者、ウォルター・D・ルーカスの生産したサラブレッドの牡馬である。1958年にデルマーのイヤリングセールに上場され、そこでチェイス・マッコイに1万ドルで落札され、同氏のCRマックステーブルのもとで競走馬となった。
ティーヴィーラークはウィリアム・モルター調教師に預けられて、2歳時の1959年にデビューした。2歳時はアーリントンフューチュリティ（アーリントンパーク・6ハロン）に優勝、また年末のカリフォルニアブリーダーズトライアルステークス（サンタアニタパーク・7ハロン）では2着馬ノーブルヌーアを3/4馬身差で破って勝利している。
3歳になった1960年、4月2日に調教師のモルターが心臓発作のために急死し、それまで厩務員であったポール・パーカーが新たにティーヴィーラークの調教師となった。3歳シーズン前半のティーヴィーラークは善戦続きで勝ち星に恵まれなかったが、後半はアーリントンクラシックステークス（アーリントンパーク・8ハロン）、アメリカンダービー（アーリントンパーク・9ハロン）、ワシントンパークハンデキャップ（アーリントンパーク・8ハロン）と連勝を遂げた。さらに、初めての芝競走となったユナイテッドネーションズハンデキャップでは同年のプリークネスステークス優勝馬バリーアークや、古豪ソードダンサーらを破って優勝している。
4歳時はハリウッドゴールドカップなどに優勝している。この年最大の勝ち星は当時の最強馬ケルソを破ったワシントンDCインターナショナル（ローレルパーク・芝12ハロン）で、この勝利によりティーヴィーラークは同年の最優秀芝牡馬に選出された。その後5歳まで競走を続けたが、5歳時はフィラデルフィアターフハンデキャップ（アトランティックシティ・芝8.5ハロン）で勝つ以外は善戦に留まった。

## 種牡馬入り後
ティーヴィーラークは1961年9月にプレストン・マッデンが代表するシンジケートに60万ドルで売却され、競走馬引退後にそのマッデンの持つケンタッキー州のハンバーグプレイス牧場に種牡馬として繋養された。アメリカジョッキークラブの調べによれば、ティーヴィーラークは生涯で383頭の産駒を出し、うち248頭が勝ち上がり、53頭がステークス競走勝ち馬になったとある。種牡馬として継続して活躍馬を送り出し、1974年にはアメリカリーディングサイアーの座に輝いている。以下はおもな産駒。
- ピンクピジョン Pink Pigeon - 1964年生、牝馬。ページェントハンデキャップなど。
- ティーヴィーコマーシャル T. V. Commercial - 1965年生、牡馬。アーリントンワシントンフューチュリティなど。
- ミスカーミー Miss Carmie - 1966年生、牝馬。クリプセッタステークス。繁殖牝馬としてクリスエヴァートを出す。
- タンブルラーク Tumble Lark - 1967年生、牡馬。種牡馬としてブラジルリーディングサイアー3回。
- クァック Quack - 1969年生、牡馬。ハリウッドゴールドカップ（G1）、カリフォルニアンステークス（G1）連覇など。
- ラミレス Ramirez - 1971年生、牡馬。イスパーン賞（G1）など。

1975年、ティーヴィーラークは漏出性出血のため死亡、18歳であった。遺骸はハンバーグプレイス牧場に埋葬された。

## 血統表
| ティーヴィーラークの血統              | ティーヴィーラークの血統             | ティーヴィーラークの血統 | （血統表の出典） | （血統表の出典） |
| 父系                                  | ナスルーラ系                         | ナスルーラ系             | ナスルーラ系     | [ § 2 ]          |
| 父 Indian Hemp アイルランド 栗毛 1949 | 父の父Nasrullah イギリス 鹿毛 1940   | Nearco                   | Pharos           | Pharos           |
| 父 Indian Hemp アイルランド 栗毛 1949 | 父の父Nasrullah イギリス 鹿毛 1940   | Nearco                   | Nogara           |                  |
| 父 Indian Hemp アイルランド 栗毛 1949 | 父の父Nasrullah イギリス 鹿毛 1940   | Mumtaz Begum             | Blenheim         | Blenheim         |
| 父 Indian Hemp アイルランド 栗毛 1949 | 父の父Nasrullah イギリス 鹿毛 1940   | Mumtaz Begum             | Mumtaz Mahal     |                  |
| 父 Indian Hemp アイルランド 栗毛 1949 | 父の母Sabzy イギリス 鹿毛 1943       | Stardust                 | Hyperion         | Hyperion         |
| 父 Indian Hemp アイルランド 栗毛 1949 | 父の母Sabzy イギリス 鹿毛 1943       | Stardust                 | Sister Stella    |                  |
| 父 Indian Hemp アイルランド 栗毛 1949 | 父の母Sabzy イギリス 鹿毛 1943       | Sarita                   | Swynford         | Swynford         |
| 父 Indian Hemp アイルランド 栗毛 1949 | 父の母Sabzy イギリス 鹿毛 1943       | Sarita                   | Molly Desmond    |                  |
| 母 Miss Larksfly アメリカ 黒鹿毛 1948 | 母の父Heelfly アメリカ 黒鹿毛 1934   | Royal Ford               | Swynford         | Swynford         |
| 母 Miss Larksfly アメリカ 黒鹿毛 1948 | 母の父Heelfly アメリカ 黒鹿毛 1934   | Royal Ford               | Royal Yoke       |                  |
| 母 Miss Larksfly アメリカ 黒鹿毛 1948 | 母の父Heelfly アメリカ 黒鹿毛 1934   | Canfli                   | Campfire         | Campfire         |
| 母 Miss Larksfly アメリカ 黒鹿毛 1948 | 母の父Heelfly アメリカ 黒鹿毛 1934   | Canfli                   | Flivver          |                  |
| 母 Miss Larksfly アメリカ 黒鹿毛 1948 | 母の母Larksnest アメリカ 黒鹿毛 1943 | Bull Dog                 | Teddy            | Teddy            |
| 母 Miss Larksfly アメリカ 黒鹿毛 1948 | 母の母Larksnest アメリカ 黒鹿毛 1943 | Bull Dog                 | Plucky Liege     |                  |
| 母 Miss Larksfly アメリカ 黒鹿毛 1948 | 母の母Larksnest アメリカ 黒鹿毛 1943 | Light Lark               | Blue Larkspur    | Blue Larkspur    |
| 母 Miss Larksfly アメリカ 黒鹿毛 1948 | 母の母Larksnest アメリカ 黒鹿毛 1943 | Light Lark               | Ruddy Light      |                  |
| 母系(F-No.)                           | (FN:9-c)                             | (FN:9-c)                 | (FN:9-c)         | [ § 3 ]          |
| 5代内の近親交配                       | Swynford 4x4                         | Swynford 4x4             | Swynford 4x4     | [ § 4 ]          |
| 出典                                  | 1. 2. 3. 4.                          | 1. 2. 3. 4.              | 1. 2. 3. 4.      | 1. 2. 3. 4.      |